# The 8-Year Engagement
The 8-Year Engagement (japonés: 8年越しの花嫁 奇跡の実話, Rōmaji: 8-nengoshi no Hanayome: Kiseki no Jitsuwa), es una película japonesa estrenada el 11 de marzo de 2017.
La película está basada en la historia verdadera del libro autobiográfico de Hisashi Nishozawa y Mai Nakahara.

## Historia
Mientras vive en Okayama, Hisashi Nishozawa conoce a la joven Mai Nakahara durante una fiesta en un restaurante, aunque al inicio ella no tiene una buena impresión de él e incluso le dice que no le gusta su actitud, Hisashi se disculpa diciéndole que había tenido náuseas todo el día, por lo que Mai sintiéndose culpable, se despide de él alegremente. 
Poco después comienzan a salir y luego de unos meses, Hisashi finalmente le pide matrimonio y ella acepta. La pareja reserva un lugar para la ceremonia, sin embargo las cosas dan un aterrador giro cuando Mai comienza a sufrir fallas de memoria y un día, de repente, comienza a experimentar una convulsión extrema acompañada de histeria, todo empeora en el hospital, cuando sufre un ataque al corazón, y aunque los doctores logran salvarla, entra en coma. Poco después es diagnosticada con Encefalitis por anticuerpos contra el receptor de NMDA, una forma de inflamación cerebral.
Junto a los padres de Mai: Hatsumi y Kōji Nakahara, Hisashi visita el hospital todos los días y ayuda a cuidarla. Cuando los padres de Mai comienzan a preocuparse por Hisashi, le dicen que es mejor que no vaya al hospital y que siga con su vida, sin embargo él se niega y les recuerda la promesa que le había hecho a Mai. Contentos por escuchar las palabras de Hisashi, lo ven como a un más miembro de su familia.
Más de un año después, Mai finalmente despierta del coma, sin embargo el médico les dice a sus seres queridos que tendrán que ayudarla a comenzar de nuevo, para que aprenda nuevamente a hablar y mover su cuerpo. Después de varios años de rehabilitación, si bien Mai ha logrado recuperar el habla, así como su antigua personalidad alegre aún sigue en silla de ruedas y no recuerda nada relacionado con Hisashi. Aunque trata desesperadamente de recordarlo, incluso yendo a lugares donde estuvieron juntos, sus esfuerzos sólo traen una gran carga para su frágil cuerpo, por lo que Hisashi decide que es mejor no volver a verla y mudarse a la isla Shodo.
Un día, mientras Mai va al salón de ceremonias donde habían separado para su fecha para su boda, el asistente la reconoce y le dice que Hisashi todavía mantenía la reserva, posponiéndola cada año, pero manteniendo la misma fecha: el 17 de marzo (el día en que se conocieron). Cuando se da cuenta de que la fecha, es la contraseña que había olvidado para desbloquear su teléfono, lo abre y ve que Hisashi había estado enviándole videos durante años para alentarla, incluso cuando ella estaba en coma.
Al darse cuenta de que está enamorada de Hisashi aunque todavía no recuerda su relación pasada con él, Mai decide viajar a la isla Shodo para buscarlo y le dice que quiere casarse con él. La pareja finalmente se casa y Mai comienza a recuperar el movimiento de sus piernas.

## Personajes

### Personajes principales
| Actor        | Personaje         | Notas           |
| ------------ | ----------------- | --------------- |
| Takeru Satō  | Hisashi Nishozawa | Es un mecánico. |
| Tao Tsuchiya | Mai Nakahara      | Es una chef.    |

### Personajes secundarios
| Actor              | Personaje        | Notas |
| ------------------ | ---------------- | --- |
| Hiroko Yakushimaru | Hatsumi Nakahara | Es la madre de Mai Nakahara. |
| Tetta Sugimoto     | Kōji Nakahara    | Es el padre de Mai Nakahara. |
| Kazuki Kitamura    | Shibata          | Es el jefe de Hisashi Nishozawa en el taller mecánico "Taiyo Motors".                                                                |
| Kenta Hamano       | Kosuke Murota    | Es uno de los amigos y compañeros de trabajo de Hisashi Nishozawa, en el taller mecánico. "Taiyo Motors"                             |
| Yuri Nakamura      | Mamiko Shimao    | Es una organizadora de bodas con quien Hisashi Nishozawa y Mai Nakahara, hablan para separar una fecha para su boda.                 |
| Keisuke Horibe     | Doctor Wada      | Es uno de los doctores que atienden a Mai Nakahara, y el encargado de decirle a sus padres que tendrán que enseñarle todo a su hija. |

### Otros personajes
| Actor                       | Personaje  | Notas |
| --------------------------- | ---------- | --- |
| Ramu Matsumoto              | Miho       | Fue una paciente que estuvo en el mismo cuarto que Mai Nakahara, luego de salir del hospital lora ganar el concurso nacional de oratoria para estudiantes de secundaria. |
| Kanji Furutachi             | -          | Es el CEO de la fábrica, a quien Shibata le arregla su auto. |
| -                           | Yuki       | Es la novia y más tarde esposa de Kosuke Murota y trabaja en una guardería.                                                                                              |
| -                           | Haru       | Es la amiga de Yuki y trabaja en una editorial de revistas. |
| -                           | Maeda      | Es una paciente que se encuentra en el mismo cuarto que Mai Nakahara. |
| Takuya Matsunaga (松永拓野) | -          | |
| -                           | Dr. Sakata | Es uno de los doctores que atiende a Mai Nakahara, cuando llega al hospital.                                                                                             |

## Premios y nominaciones
| Año  | Categoría               | Premio                   | Nominado (a)        | Resultado |
| ---- | ----------------------- | ------------------------ | ------------------- | --------- |
| 2018 | Best Actor              | 41st Japan Academy Prize | Takeru Satō         | Nominado  |
| 2018 | Best Actress            | 41st Japan Academy Prize | Tao Tsuchiya        | Nominada  |
| 2018 | Best Supporting Actress | 41st Japan Academy Prize | Hiroko Yakushimaru  | Nominada  |
| 2018 | Best Music              | 41st Japan Academy Prize | Takatsugu Muramatsu | Nominado  |

## Producción
Está basada en la novela autobiográfica "8 Nen Goshi no Hanayome Kimi no Me ga Sametanara" de Hisashi Nakahara y Mai Nakahara, publicada por primera vez el 1 de julio de 2015 por SHUFUNOTOMO Co., Ltd. que relata como a poco de celebrar su boda, Mai se enferma y cae en coma, mientras que Hisashi decide no darse por vencido y lucha por su recuperación, tiempo después Mai despierta pero sin recuerdos de Hisashi, aunque estos poco a poco comienzan a regresar y la pareja finalmente se casa y tienen un hijo el 6 de junio del 2015.
La película también es conocida como "Bride For 8 Years", fue dirigida por Takahisa Zeze, quien contó con el apoyo del guionista Hisashi Nakahara y Mai Nakahara (novela autobiográfica), y Yoshikazu Okada.
La producción fue realizada por Daisuke Fukushima y Shinya Watanabe, mientras que la cinematografía estuvo a cargo de por Koichi Saito.
La composición estuvo en manos de Takatsugu Muramatsu y el tema musical para la película fue "Mabataki" del grupo musical japonés "Back Number".
La película fe filmada del 8 de enero del 2017 al 14 de febrero del mismo año, y contó con la distribución de "Shochiku".

### Recepción
La película fue un éxito en la taquilla japonesa, logrando vender más de 2 millones de boletos y ganando ¥ 2.5 mil millones en la taquilla antes del 28 de enero de 2018.